# Zułowo
Zułowo (lit. Zalavas) – wieś na Litwie, w okręgu wileńskim, w rejonie święciańskim, nad Merą. 
W 1867 w dworze Zułów, który znajdował się obok wsi Zułowo, urodził się Józef Piłsudski.

## Historia

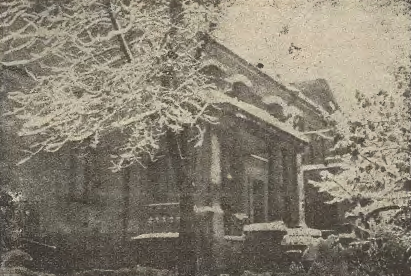
Rodzinny dom Józefa Piłsudskiego w Zułowie

Wieś została założona pod nazwą Miciany. Pierwsza wzmianka o niej pochodzi z końca XVII wieku, kiedy była prywatną własnością kasztelana nowogródzkiego Aleksandra Wojny-Jasienieckiego. Później została przekazana książęcej rodzinie Giedroyciów, zaś w XVIII wieku kupiona przez rodzinę Ogińskich (potomkowie Rurykowiczów, jednego z najpotężniejszych rodów magnackich w Wielkim Księstwie Litewskim). W początkach XIX wieku wieś została odziedziczona przez rodzinę Michałowskich. Następnie jako posag Heleny z Michałowskich została przekazana jej mężowi Antoniemu Billewiczowi, który podarował ją, również jako posag, swojej córce Marii. Córka Billewicza wyszła w 1863 roku za Józefa Wincentego Piłsudskiego i wieś przeszła w posiadanie rodziny Piłsudskich. W dworze Zułów urodzili się dwaj synowie Marii i Józefa Wincentego: Bronisław Piłsudski (ur. 2 listopada 1866) i Józef Piłsudski (ur. 5 grudnia 1867).
W lipcu 1875 dwór spłonął, a rodzina Piłsudskich przeprowadziła się do Wilna. Niedługo później została zmuszona do sprzedania wszystkich swoich dóbr (Zułowa i 19 innych wsi) z powodu kar nałożonych na syna Bronisława, który miał być zaangażowany w planowanie zamachu na cara Aleksandra III (wspólnie m.in. z bratem Włodzimierza Lenina Aleksandrem Uljanowem). W 1882 roku wieś została odkupiona przez spadkobiercę rodziny Ogińskich – Michała Ogińskiego. Jednak w wyniku szeroko zakrojonej akcji rusyfikacji ziem polskich na Wileńszczyźnie został on zmuszony do sprzedania swoich dóbr rosyjskiemu kupcowi z Rygi o nazwisku Klim. Ten ostatni sprzedał wieś oficerowi armii carskiej Kuronosowowi, który podzielił majątek, sprzedał większość okolicznych lasów i został zmuszony do opuszczenia swoich terenów w 1915 roku w wyniku niemieckiej ofensywy podczas I wojny światowej. Niemcy okupowali te tereny podczas wojny, zaś większość lasów została wycięta. 
Po I wojnie światowej Zułów wraz z całą Wileńszczyzną powrócił do Polski. Po ustabilizowaniu się granicy w 1921 roku wieś przeszła pod zarząd państwowy, majątek ziemski został zmniejszony do 65 ha, a sam Zułów był zapleczem leżącej nieopodal bazy wojskowej. W 1934 roku stowarzyszenie weteranów wojny polsko-bolszewickiej odkupiło obszar dworu Zułów od armii i założyło komitet celem odbudowania rezydencji, w której przyszedł na świat Józef Piłsudski. Dom został zrekonstruowany według wytycznych architekta warszawskiego Romualda Gutta i oficjalnie otwarty jako muzeum biograficzne marszałka 10 października 1937 roku. Podczas II wojny światowej, krótko po wkroczeniu wojsk sowieckich do Polski w 1939 roku, został całkowicie zniszczony. Obecnie miejsce urodzenia Józefa Piłsudskiego jest oznaczone trzema znakami oraz rosnącym dębem (posadzonym tutaj podczas uroczystości w 1937 roku przez ówczesnego Prezydenta RP Ignacego Mościckiego). Trwa także odbudowa Rezerwatu Pamięci Piłsudskiego według przedwojennego projektu Gutta. 

## Literatura
- Mariusz Kolmasiak, Zułów, miejsce urodzenia Józefa Piłsudskiego, Oficyna Wydawnicza RYTM, Warszawa 2018.
- Mariusz Kolmasiak, Kolebka Wielkości. Zułów, miejsce urodzenia Józefa Piłsudskiego, Częstochowa 2017.
- Czesława Paczkowska, Zułów – ojczyste strony Marszałka Piłsudskiego, Wydawnictwo Polskie w Wilnie, Wilno 2008.
- Alwida Antonina Bajor, Piorun, jezioro czerwone. Zułów wczoraj i dziś, Wydawnictwo Polskie w Wilnie, Wilno 1995.